# Mosjön (Tjällmo socken, Östergötland)
Mosjön är en sjö i Motala kommun i Östergötland och ingår i Motala ströms huvudavrinningsområde. Sjön har en area på 0,18 kvadratkilometer och ligger 82,7 meter över havet.

## Delavrinningsområde
Mosjön ingår i det delavrinningsområde (650602-147134) som SMHI kallar för Ovan Ängstuguån. Medelhöjden är 71 meter över havet och ytan är 10,92 kvadratkilometer. Räknas de 6 avrinningsområdena uppströms in blir den ackumulerade arean 143,49 kvadratkilometer. Hättorpsån (Godegårdsån) som avvattnar avrinningsområdet har biflödesordning 3, vilket innebär att vattnet flödar genom totalt 3 vattendrag innan det når havet efter 72 kilometer. Avrinningsområdet består mestadels av skog (39 procent), öppen mark (11 procent) och jordbruk (46 procent). Avrinningsområdet har 0,21 kvadratkilometer vattenytor vilket ger det en sjöprocent på 1,9 procent.